# Nocturno Culto
Nocturno Culto (Ноктурно Культо), настоящее имя Тед Арвид Шеллум (норв. Ted Arvid Skjellum; родился 4 марта 1972 года) — норвежский музыкант, наиболее известный как вокалист, гитарист и басист блэк-метал-группы Darkthrone.

## Биография
Ноктюрно Культо является участником Darkthrone с 1988 года. Помимо основного музыкального коллектива он принимал участие в создании альбомов Nemesis Divina группы Satyricon и On Frostbitten Path Beneath группы Vidsyn. В 2009 году он присоединился к проекту Sarke в роли вокалиста. Кроме того, он выпустил документальный фильм The Misanthrope, посвящённый музыке и жизни в Норвегии. В 2013 году вышел альбом Receive его сольного проекта Gift of Gods.
Шеллум живёт с женой и двумя детьми в деревне Вингелен (норв. Vingelen), там же он работает школьным учителем.

## Дискография
Ниже перечислены основные альбомы, в создании которых принял участие Ноктурно Культо. Если не указано иное, альбомы записаны в составе Darkthrone.
- 1988 — A New Dimension
- 1989 — Thulcandra
- 1989 — Cromlech
- 1990 — Soulside Journey
- 1992 — A Blaze in the Northern Sky
- 1993 — Under a Funeral Moon
- 1994 — Transilvanian Hunger
- 1995 — Panzerfaust
- 1996 — Total Death
- 1996 — Nemesis Divina (Satyricon, гитара)
- 1997 — Goatlord
- 1999 — Ravishing Grimness
- 2001 — Plaguewielder
- 2003 — Hate Them
- 2004 — Sardonic Wrath
- 2004 — On Frostbitten Path Beneath (Vidsyn, гостевой вокал)
- 2005 — The Perfect Mistake (Scum, гостевой вокал)
- 2006 — The Cult Is Alive
- 2007 — F.O.A.D.
- 2008 — Dark Thrones and Black Flags
- 2009 — Vorunah (Sarke, вокал)
- 2010 — Circle the Wagons
- 2011 — Oldarhian (Sarke, вокал)
- 2013 — The Underground Resistance
- 2013 — Aruagint (Sarke, вокал)
- 2013 — Receive (Gift of Gods, вокал и все инструменты)
- 2016 — Arctic Thunder
- 2016 — Hudbreiderens Revir (Mork, гостевой вокал)
- 2017 — Viige Urh (Sarke, вокал)
- 2017 — My Night a Crafty Witch (Necrohell, гостевой вокал)
- 2019 — Old Star
- 2019 — Gastwerso (Sarke, вокал)
- 2021 — Svartmalt (Mork, гостевой вокал)
- 2021 — Eternal Hails……
- 2021 — Allsighr (Sarke, вокал)
- 2022 — Astral Fortress
- 2024 — It Beckons Us All……
- 2024 — Endo Feight (Sarke, вокал)

## Фильмография
- 2007 — The Misanthrope (документальный)